# Ed Sanders (bokser)
Hayes Edward „Big Ed” Sanders (ur. 24 marca 1930 w Los Angeles, zm. 12 grudnia 1954 w Bostonie) – amerykański bokser kategorii ciężkiej, złoty medalista letnich igrzysk olimpijskich w Helsinkach. W walce o złoto pokonał Ingemara Johanssona.
W 1954 przeszedł na zawodowstwo. W pierwszych 8 walkach sześć razy zwyciężał, raz zremisował i raz przegrał. W kolejnej, stoczonej 11 grudnia 1954 w Bostonie, został znokautowany w 11. rundzie przez Willy’ego Jamesa. Nie odzyskał przytomności i zmarł następnego dnia.